# Plano (Illinois)
Plano város az USA Illinois államában, Kendall megyében. Lakosainak száma 11 847 fő (2020. április 1.).

## Népesség
A település népességének változása:
| Lakosok száma | 1782 | 10 856 | 11 847 |
|               | 1880 | 2010   | 2020   |